# Чириков, Евгений Николаевич
 Евге́ний Никола́евич Чи́риков (24 июля (5 августа) 1864 года, Казань — 18 января 1932, Прага) — русский писатель, драматург и публицист.

## Биография
Родился 24 июля (5 августа) 1864 года в небогатой дворянской семье станового пристава. У деда Евгения Николаевича, Андрея Яковлевича, было имение (360 душ) в Самарском уезде в селе Чистовка. В связи со служебными перемещениями отца семья часто меняла местожительство в Казанской и Симбирской губерниях. Учился в Казанском университете на юридическом факультете, затем перешёл на математический факультет. За участие в беспорядках в 1887 году был исключён (вместе с Лениным) и выслан в Нижний Новгород. Жил в Холодном переулке.
Испытывал влияние народнических и социал-демократических воззрений. Дважды арестовывался, жил под надзором полиции в Царицыне, Астрахани, Казани, Самаре, Минске (1887—1902). Пробовал различные заработки — смотрителя керосиновой станции, счетовода на железной дороге, ревизора в пароходном обществе и другие.

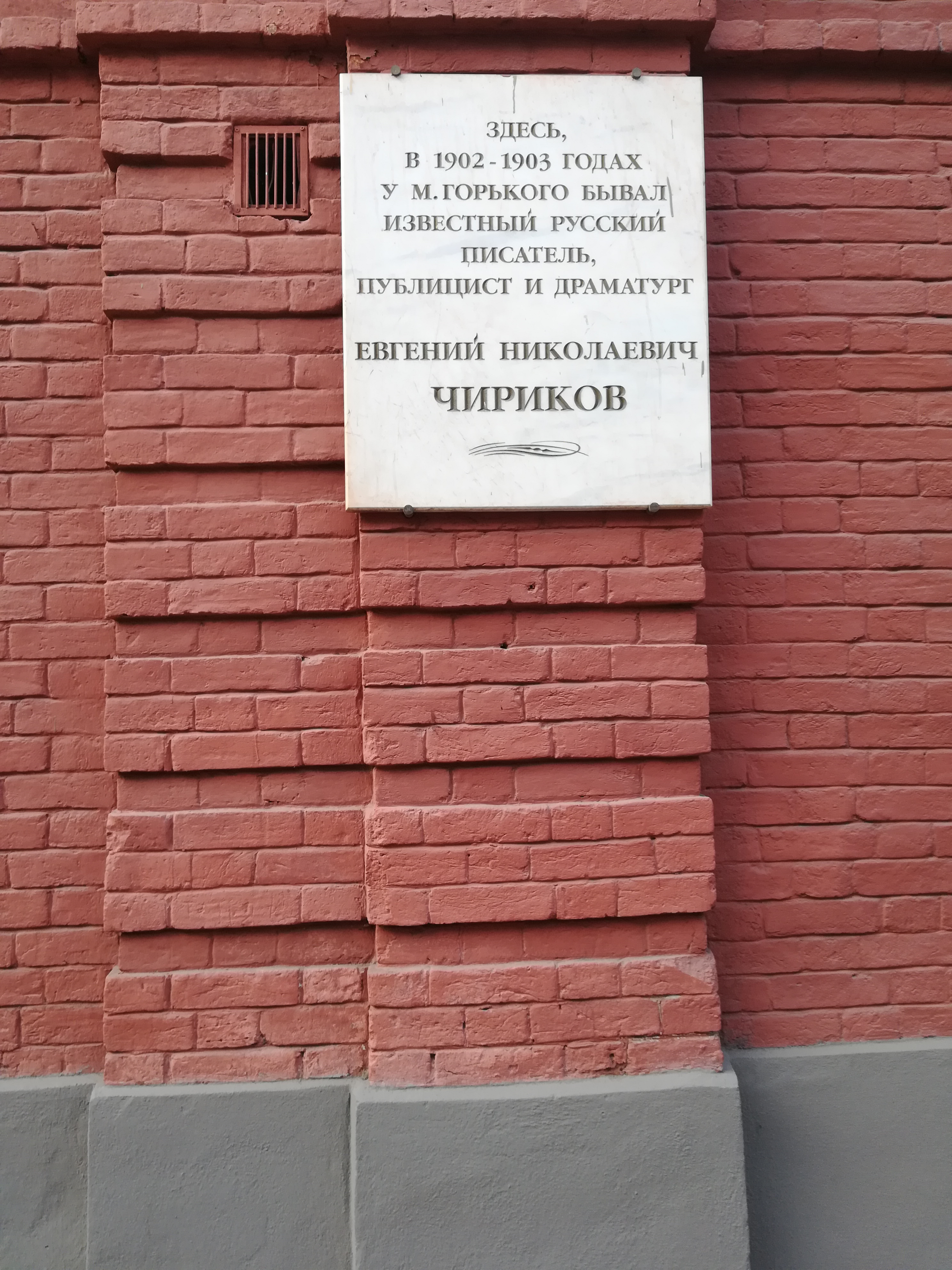
Мемориальная доска Чирикову в Нижнем Новгороде

Студентом начал печататься в провинциальных газетах. Бывал в гостях у Горького в Нижнем Новгороде (на этом доме, где ныне Музей-квартира Горького, установлена мемориальная доска Чирикову).
После первых литературных успехов переехал в Москву, затем с 1907 жил в Санкт-Петербурге, имел дачу в Келомяках (Комарово).

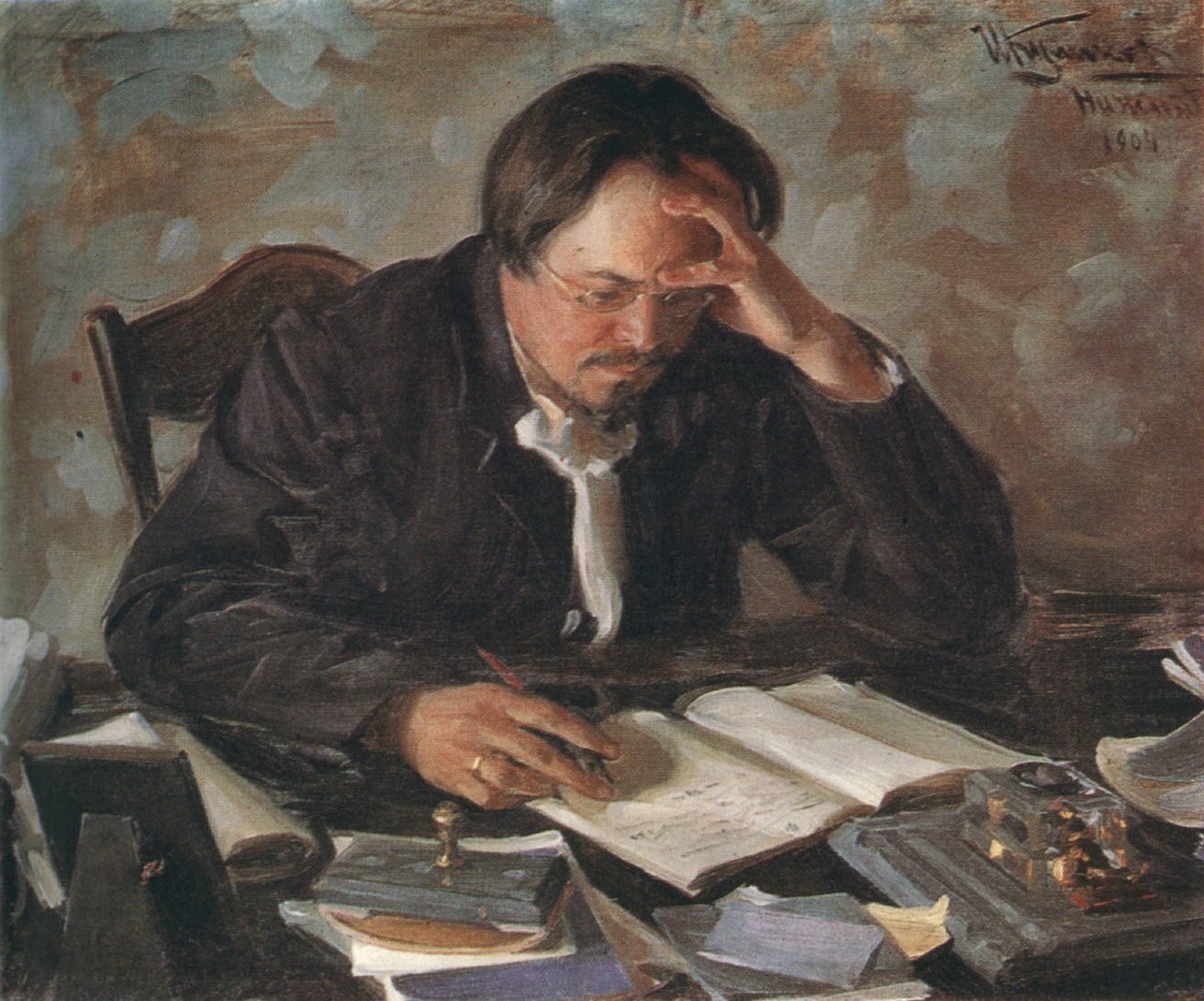
На портрете кисти Ивана Куликова.

В 1918 году вместе с женой Валентиной Георгиевной Григорьевой (1875—1966) — актрисой, выступавшей под сценическим псевдонимом Иолшина, выехал в Ростов-на-Дону, работал в литературном отделе ОСВАГа. В 1920, покинув Севастополь, прибыл в Константинополь. В начале 1921 переехал в Софию, а с 1922 обосновался в Праге. Выступал с лекциями в Праге и Белграде, участвовал в деятельности русских организаций, сотрудничал в русских и чешских периодических изданиях.
Умер 18 января 1932 года в Праге. В похоронах участвовали представители русских и чешских организаций, в том числе Карел Крамарж. Похоронен на Ольшанском кладбище.

## Литературная деятельность

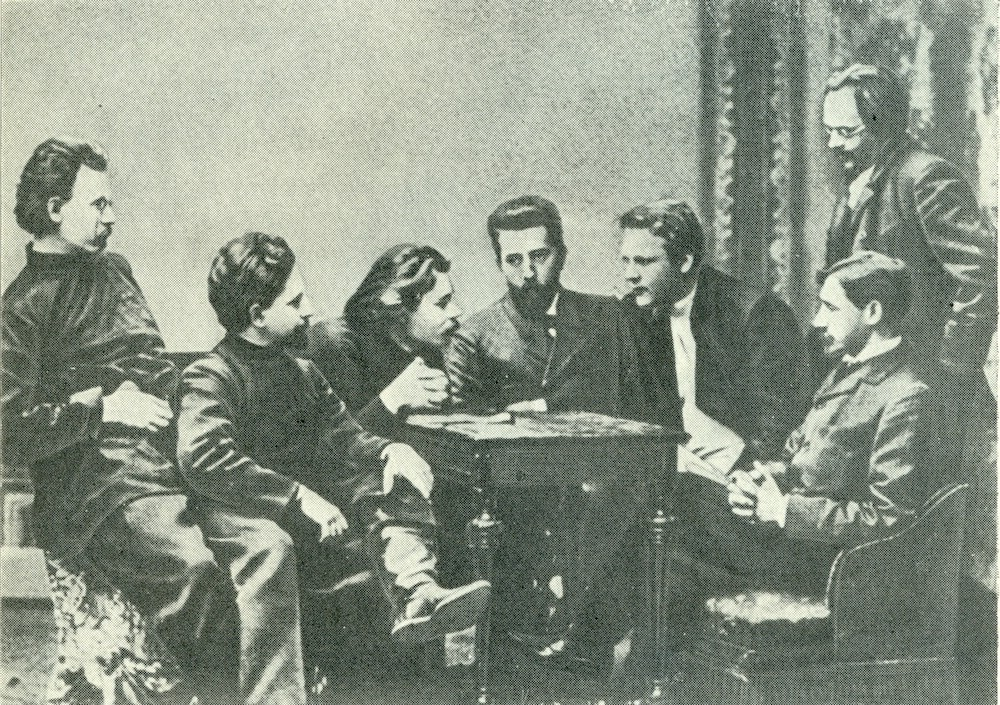
Группа участников «Сред» Телешова. Слева направо: С. Г. Скиталец, Л. Н. Андреев, А. М. Горький, Н. Д. Телешов, Ф. И. Шаляпин, И. А. Бунин, Е. Н. Чириков, 1902

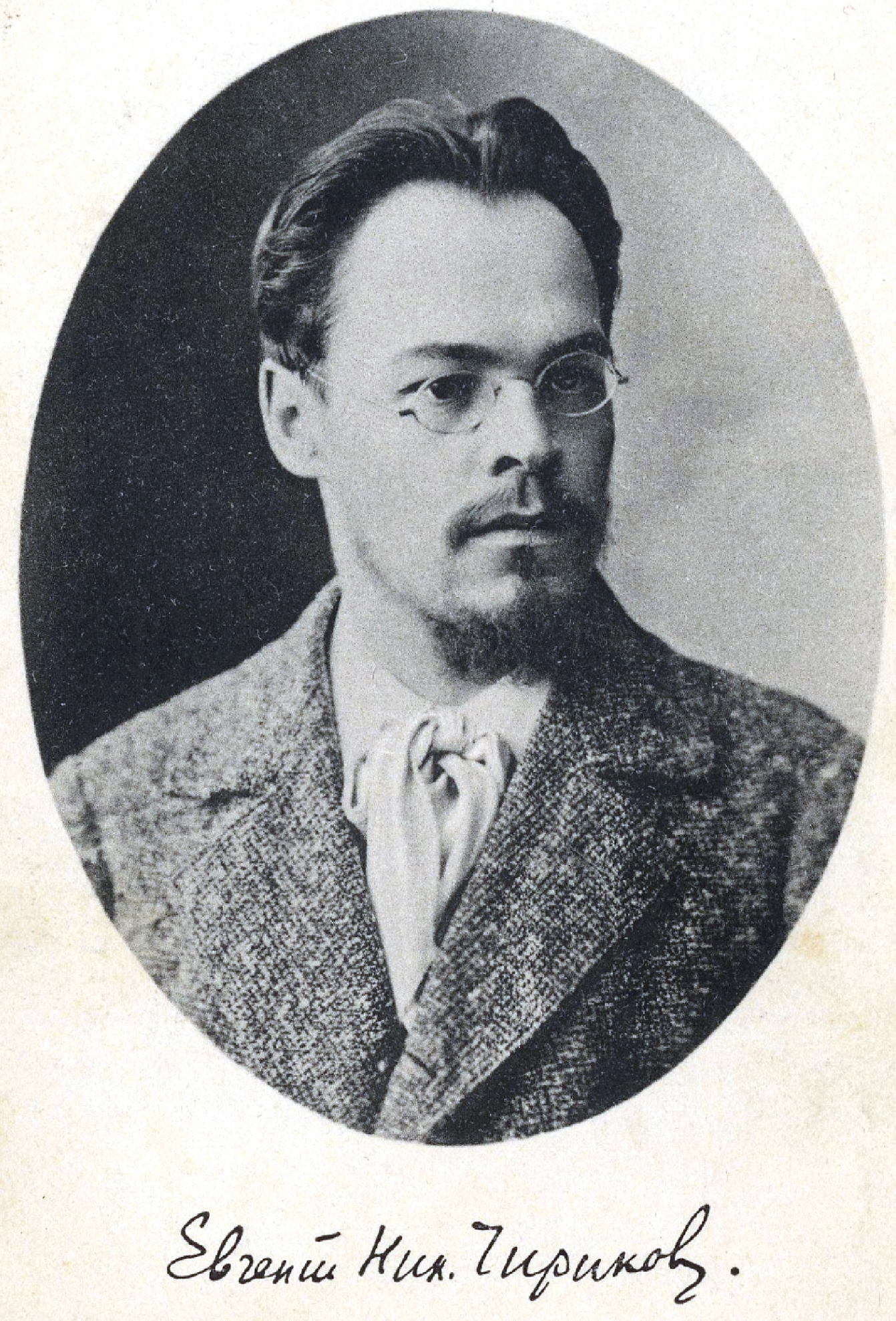
Е. Н. Чириков, 1900—1904 гг.

Сотрудничал в провинциальных газетах «Астраханский вестник», «Астраханский листок», казанский «Волжский вестник», «Самарский вестник». Напечатал цикл стихотворений в «Сборнике „Волжского вестника“» (1885). Первый рассказ «Рыжий» опубликован в газете «Волжский вестник» (1886). С 1893 начал сотрудничать в столичных журналах «Мир Божий», «Русское богатство», «Северный вестник», «Жизнь». Первая книга Е. Н. Чирикова «Очерки и рассказы» была издана в 1899 году Издательством С. Дороватовского и А. Чарушникова, в 1900 году в этом же издательстве выходить его вторая книга «Очерки и рассказы. (Книжка вторая)».
С 1900 писал пьесы («Иван Мироныч», 1904; «На дворе во флигеле», 1902; «Мужики», 1905 и многие другие), которые ставились в столичных и провинциальных театрах. Большой резонанс вызвала пьеса «Евреи» (1904), поставленная в том же году на русском языке в Берлине, а в 1905-м на немецком языке в Вене. В 1905 году привлекло внимание его сатирическое стихотворение «В тюрьме» (Из песен «свободного гражданина»).
Был пайщиком издательского товарищества «Знание», выпустившего его собрание сочинений в 8 томах (1903—1909). Сотрудничал в альманахе издательства «Шиповник» и сборнике «Земля». Главы автобиографической трилогии «Жизнь Тарханова» публиковались в журнале «Вестник Европы». Издал сборники рассказов «Цветы воспоминаний» (1912), «Ранние всходы» (1913), «Волжские сказки» (1916), воссоздающих атмосферу 1880-х годов. Написал «пьесы для экрана», фактически киносценарии, «Любовь статского советника» (1915) и «Девьи горы» (1918).

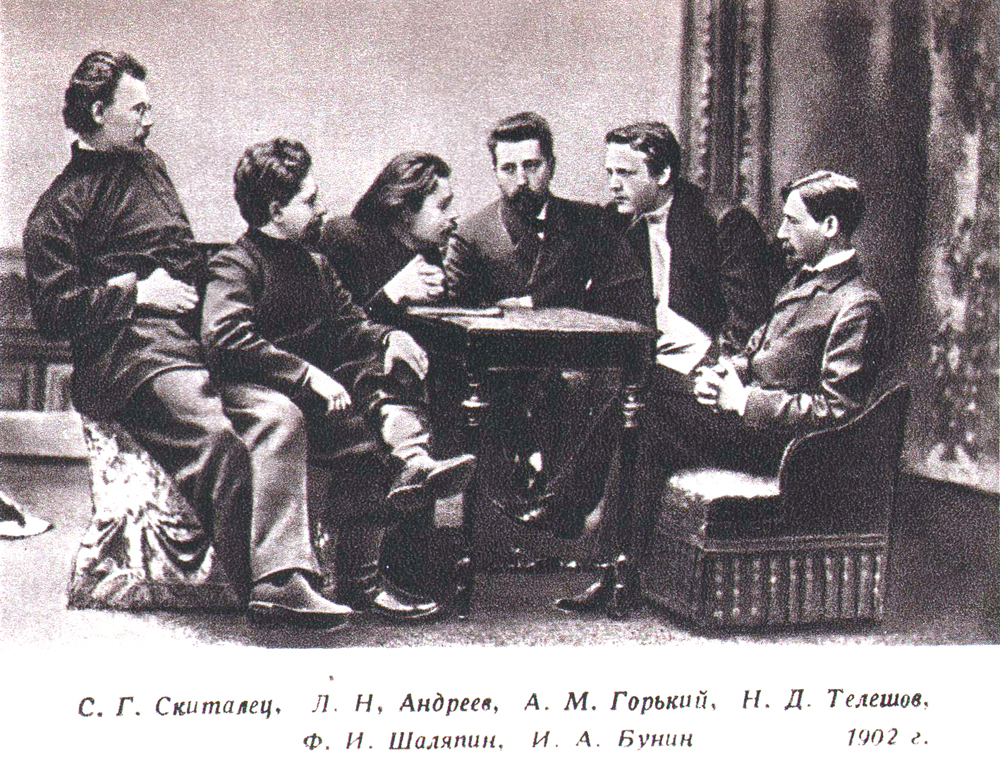
В сталинскую эпоху на изображение Чирикова был наложен запрет. Смотри статью Н. Д. Телешов.

В эмиграции участвовал в пражских русских изданиях, сотрудничал с рижской газетой «Сегодня», ковенской «Эхо». Опубликовал брошюру «Смердяков русской революции (Роль Горького в русской революции)» (1921), повесть о типе революционера «Опустошённая душа» (1922), роман о революции «Зверь из бездны» (1923), завершение автобиографической трилогии «Жизнь Тарханова» «Семья» (1925), также «Мой роман. Записки беженца» (1926), пятитомный автобиографический роман «Отчий дом» (1929—1931), издал книгу рассказов о гражданской войне «Красный паяц» (1928), книги рассказов «Девичьи слёзы», «Между небом и землёй» (1927), «Вечерний звон» (1932). Писал пьесы (некоторые ставились на чешском и немецком языках), сценарии для кино.
Талант Чирикова всегда оставался в тени Чехова, однако его творчество свидетельствует о сочувствии, о мягкой меланхолии в отношении к людям и обстоятельствам.

## Дети
В семье Чириковых было пятеро детей: Новелла (1894—1978) — в замужестве Ретивова, Людмила (1896—1995) — в замужестве Шнитникова, Валентина (1897—1988) — в замужестве Ульянищева, Евгений (1899—1970) и Георгий (1901—1993).

## Память
7- 8 февраля 2007 года в культурном центре «Дом-музей Марины Цветаевой» проходили культурологические чтения «Возвращение к читателю. К 120-летию литературной деятельности Е. Н. Чирикова».
22 сентября 2014 года в память 150-летию со дня рождения писателя в «Доме русского зарубежья имени Александра Солженицына» состоялся вечер и открылась посвящённая ему выставка автографов, сохранённых его потомками.

## Издания
- Очерки и рассказы. — 1-е изд. — СПб.: Издательство С. Дороватовского и А. Чарушникова, 1899. — 3000 экз.
- Очерки и рассказы. Книжка вторая. — 1-е изд. — СПб.: Издательство С. Дороватовского и А. Чарушникова, 1900. — 4200 экз.
- Очерки и рассказы. Книжка вторая. — 2-е изд. — СПб.: Издательство О. Н. Поповой, 1900.
- Собрание сочинений. — Т. 1—8. — СПб.: Издательство «Знание», 1901—1908.
- Собрание сочинений. — Т. 1—17. — М.: Издательство «Московское книгоиздательство», 1910—1916.
- Смердяков русской революции : [роль Горького в русской революции] — София : Книгоиздательство Ал. Паскалев, Отдел «Графика» — Акц. о-во, 1921. — 56 с.
- Повести и рассказы / Подготовка текста, вступительная статья и комментарии Е. Сахаровой. — М.: Гослитиздат, 1961. — 60 000 экз.
- Иван Мироныч. Мужики: Картины деревенской жизни: сборник пьес. — М., 1964. — (Драматургия «Знания»).
- В сахарном королевстве: (По поводу Глухов. процесса) / [Евг. Чириков]. — М.: Рок, 1907[5].
- Вечерний звон. (Повести о любви). — Белград. 1932.
- Отчий дом. Семейная хроника / Вступительная статья, подготовка текста, комментарии М. В. Михайловой, А. В. Назаровой; Издано при финансовой поддержке Федерального агентства по печати и массовым коммуникациям в рамках Федеральной целевой программы «Культура России». — М.: Эллис Лак, 2010.